# 木江坪镇
木江坪镇，是中华人民共和国湖南省湘西土家族苗族自治州凤凰县下辖的一个乡镇级行政单位。

## 行政区划
木江坪镇下辖以下地区：
木江坪社区、木江坪村、柏林村、万隆村、岩垅村、长车村、均匀坪村、雷公洞村、庙背村、高山田村、流兴村、万兴村、新塘村、中寨村、金碧洞村、得家村、三坪村、红光村、毛坪村、麻良村、茶罗村和大管冲村。